# Avguštin Čuk
Avguštin Čuk, slovenski gimnazijski profesor in urednik, * 14. oktober 1898, Solkan, † 19. marec 1962, Brežice.    

## Življenje in delo
Študiral je na ljubljanski filozofski fakulteti. V letih 1925–1927 je bil prefekt v goriškem Alojzijevišču in v tem času nostrificiral diplomo na Univerzi v Padovi ter urejal Rast, glasilo slovenskega katoliškega društva v Italiji, ki ga je v letih 1925−1926 izdajalo krščansko socialno društvo na Primorskem. Leta 1926 je postal tudi predsednik Dijaške zveze. Po letu 1930 se je zaradi fašističnega preganjanja umaknil v Kraljevino Jugoslavijo. Med 2. svetovno vojno je živel v Slavonskem Brodu. Po osvoboditvi se je vrnil na Primorsko in bil imenovan za profesorja na strokovni šoli v  Kanalu ob Soči, od 1947 pa je na gimnaziji v Šempetru pri Gorici poučeval zgodovino, zemljepis in slovenščino. Kasneje se je preselil v Brežice.